# Hermanas Hospitalarias del Sagrado Corazón de Jesús
Hermanas Hospitalarias del Sagrado Corazón de Jesús es una congregación religiosa católica femenina de derecho pontificio fundada en Madrid (España) en 1881 por el religioso hospitalario italiano San Benito Menni,  sacerdote de la Orden de San Juan de Dios, junto con María Josefa Recio y María Angustias Giménez. Su fin es atender a los enfermos, sobre todo, en atención psiquiátrica, salud mental y discapacidad intelectual. A las religiosas de esta congregación se las conoce como Hermanas Hospitalarias del Sagrado Corazón, o, simplemente, como hermanas hospitalarias, y posponen a sus nombres las siglas H.S.C.

## Historia

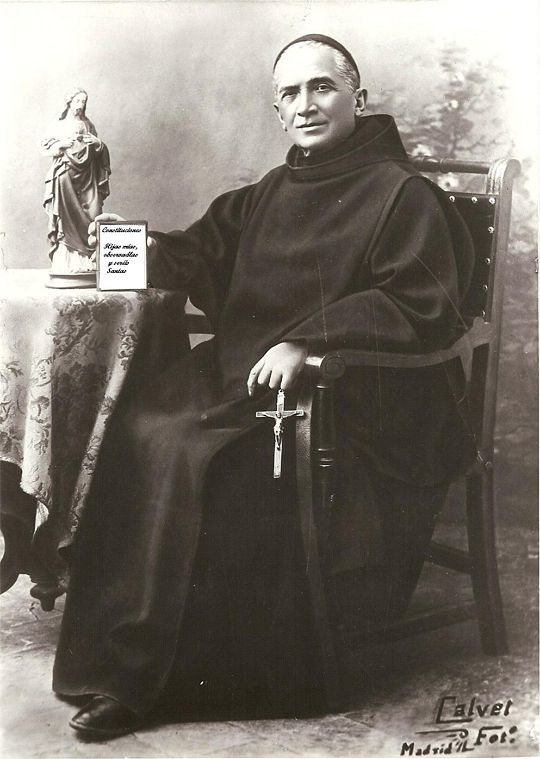
Benito Menni (1841-1914), fundador de la Congregación.

El sacerdote hospitalario italiano Benito Menni estando de conventual en el hospital psiquiátrico de Ciempozuelos, con la colaboración de María Josefa Recio Martín y Angustias Giménez, fundó la Congregación de Hermanas Hospitalarias del Sagrado Corazón de Jesús, el 31 de mayo de 1881, con el fin de realizar una mejor atención a los internos del centro psiquiátrico. La congregación fue aprobada por el arzobispo de Toledo el 27 de septiembre de 1882.
El 25 de julio de 1892, el instituto fue reconocido como congregación de derecho pontificio, mediante el decreto de alabanza. La aprobación definitiva de parte de la Santa Sede la recibió en 1901. Entre 1881 y 1901 la congregación conoció un periodo de expansión por España con la fundación de 15 hospitales psiquiátricos.
La Congregación de Hermanas Agustinas Hospitalarias de la Inmaculada Concepción de Cambrai (Francia), fundada en 1845 y a la que se habían unido varias congregaciones y monasterios autónomos, terminó por fusionarse con las Hermanas Hospitalarias del Sagrado Corazón en 2011.

## Organización
La Congregación de las Hermanas Hospitalarias del Sagrado Corazón es una organización centralizada, cuyo gobierno recae en la Superiora general, con sede central en Roma. Actualmente, el cargo lo ostenta la religiosa portuguesa Idília María Carneiro.
Las hermanas hospitalarias se dedican a la asistencia médica, especialmente en los centros psiquiátricos, de salud mental o de discapacidad intelectual. Su misión es evangelizar el mundo de la salud, a través de la promoción de obras sanitarias, sociales y educativas, con prioridad en su compromiso con la sociedad.
El modelo asistencial hospitalario abarca la prevención, tratamiento y rehabilitación. Siempre comprometido con la mejora continua de la calidad, a través de los últimos avances científicos y el respeto a la propia dignidad de las personas atendidas. En la actualidad, la congregación tiene más de 85 centros socio comunitarios en más de 25 países, en los que brinda atención médica y espiritual a cerca de 820 mil personas cada año, con más de 11.100 trabajadores y numerosos voluntarios.
En 2024, la congregación cuenta con más de 1000 religiosas y 101 comunidades, presentes en Angola, Argentina, Bolivia, Brasil, Burquina Faso, Camerún, Chile, Colombia, Ecuador, España, Filipinas, Francia, Ghana, India, Italia, Liberia, México, Mozambique, Perú, Portugal, Reino Unido, República Democrática del Congo, Togo, Uruguay y Vietnam.

### Capítulo General
El Capítulo General es el órgano que representa a toda la Congregación y toma decisiones importantes sobre su vida y su misión. Se reúne cada seis años y es convocado por la Superiora general, quien decide, con el consentimiento de sus consejeras, los temas, el tiempo y el lugar de la reunión.

#### Capítulo General XXII
El XXII Capítulo General se realizó en Roma entre el 24 de abril y el 26 de mayo de 2024, y en el cual participaron 34 representantes de la Congregación de todo el mundo. Allí reflexionaron sobre su servicio de hospitalidad, planificaron los próximos años y eligieron al nuevo equipo de gobierno para el siguiente sexenio 2024-2030.
Según la hermana Anabela Carneiro, Superiora general durante los períodos 2012-2018 y 2018-2024, el capítulo general es el acontecimiento más importante en la vida de una congregación, porque se evalúa lo realizado y vivido durante el sexenio, se planifica el futuro, buscando responder a las necesidades de hoy, y se elige a las hermanas del gobierno general para los siguientes seis años.

#### Audiencia privada con el Papa Francisco
En el contexto del XXII Capítulo General, el Santo Padre Francisco recibió en audiencia a las participantes del XXII Capítulo general de las Hermanas Hospitalarias. El Santo Padre las invitó a continuar su tarea sin miedo y a dejarse interpelar por las nuevas pobrezas de nuestro tiempo.
El Papa Francisco resaltó la misión de la Congregación, agradeciendo su asistencia a los sufrimientos y pobrezas actuales, y destacando la importancia de manifestar la misericordia de Dios a través de la hospitalidad, centrada en la recuperación y rehabilitación integral de las personas. Además, subrayó la necesidad de crear un entorno comunitario donde todos los involucrados (pacientes, familias, médicos, monjas y voluntarios) participen y contribuyan al bienestar mutuo, promoviendo una sanación conjunta.

## Valores hospitalarios
Las Hermanas Hospitalarias -en su identidad, cultura y actuar- asumen los valores humanos que brotan del Evangelio y los sintetizan en uno solo: la hospitalidad.
La hospitalidad es un valor humano esencial en los ámbitos social, asistencial y sanitario. Consiste en ofrecer espacio y tiempo, atención y cuidado, humanidad y recursos a los destinatarios de esta misión.
Este valor implica:
1. Sensibilidad por los excluidos: empatía por su enfermedad o limitación psíquicas.
2. Servicio a los enfermos y necesitados: todo está al servicio de las personas que atienden; ellas son el centro de la organización.
3. Acogida liberadora: Se observa una calidez de acogida con el paciente; para alcanzar la más alta rehabilitación.
4. Salud integral: su trabajo por la salud abarca todas las dimensiones de la persona según el humanismo integral con el propósito de curar y cuidar.
5. Calidad profesional: rigor, eficiencia en la gestión, trabajo en equipo, adaptación de dispositivos y una permanente actualización de los profesionales.
6. Humanidad en la atención: humanización en los planteamientos y en cada actividad. Se prioriza la dignidad de la persona.
7. Ética en toda actuación: se actúa según los criterios de la bioética y el principio de la Hospitalidad.
8. Conciencia histórica: se fomenta la conciencia individual y colectiva de formar parte de la historia hospitalaria, fieles a los orígenes, protagonistas del presente, constructores del futuro hospitalario.

## Personas destacadas
- San Benito Menni (1841-1914) santo, religioso hospitalario italiano, fundador de la congregación. Fue beatificado por el papa Juan Pablo II el 23 de junio de 1985 y canonizado por el mismo pontífice el 21 de noviembre de 1999.[17] Se implicó en la promoción de la salud integral, especialmente, de las personas con enfermedad mental.[8]
- Venerable María Josefa Recio Martín (1846-1883), venerable, viuda y religiosa española, Cofundadora y primera mártir de la congregación. Fue declarada venerable por el papa Benedicto XVI el 12 de mayo de 2012.[18]
- María Angustias Giménez Vera, sierva de Dios, religiosa española, considerada también como cofundadora de la congregación.
- Sierva de Dios Maria do Monte, hermana hospitalaria portuguesa,[19] nació en 1897 y fue bautizada con el nombre de Elisa de Jesús Pereira.[20] Trabajó en varias comunidades. Tuvo una experiencia espiritual especial que mantuvo en secreto y vivió con humildad. Murió a los 66 años el 18 de diciembre de 1963.[19] El Papa Francisco la declaró sierva de Dios el 23 de marzo de 2023.[21]
- Idília Maria Carneiro, Superiora general de la Congregación (2024-2030). Nació en Portugal en 1966 e ingresó en la Congregación de Hermanas Hospitalarias del Sagrado Corazón de Jesús en 1984.[22] Tiene formación en Trabajo Social, Espiritualidad y Ética en la Salud, y Gestión de Recursos Humanos. Su experiencia hospitalaria se ha desarrollado en el ámbito de la gestión y el acompañamiento de la misión hospitalaria, y en la animación de la Provincia y las Comunidades de Portugal.[1] Sucedió a su hermana de sangre, la hermana Anabela Carneiro, Superiora general en dos períodos consecutivos (2012-2018 y 2018-2024).[10]

## Premios recibidos por Hermanas Hospitalarias
| Premio                                                                 | Año  | Categoría                                      | Detalle |
| ---------------------------------------------------------------------- | ---- | ---------------------------------------------- | --- |
| Publifestival                                                          | 2023 | Mejor Uso del Mensaje en Campaña Internacional | Reconocimiento a la Campaña San Benito Menni, una serie de 5 videos que comunican la identidad y la misión hospitalaria a través de la vida y obra de su fundador.                                                                                    |
| Premio Carisma de CONFER                                               | 2024 | Educación                                      | Reconocimiento por el proyecto “La ciudad de los Olvidados”, llevado a cabo por la Fundación Benito Menni en Togo, que ofrece tratamiento a personas con distintas enfermedades mentales.                                                             |
| Premio al mérito del Consejo de Comunicadores Religiosos de los EE.UU. | 2024 | Social Media                                   | Reconocimiento a la campaña de salud mental 2023, #Tienesunacitaconlasaludmental, que tuvo como objetivo visibilizar uno de los grandes enemigos del bienestar de las personas: el silencio.                                                          |
| Premio Fidelidade Comunidade                                           | 2024 |                                                | Reconocimiento al proyecto “AgeLab Sintra”, un laboratorio de longevidad que tiene como objetivo aumentar el conocimiento, la investigación y la innovación en el área de la longevidad y la demencia, a través de nuevas metodologías y tecnologías. |